# 切爾文區
切爾文區（羅馬化：Chervenskiy rayon）是白俄羅斯中部明斯克州的一個區，行政中心为切爾文，面積1,630.39平方公里，2009年人口33,383，人口密度每平方公里20.47人。